# Член правительства
«Член прави́тельства» — советский полнометражный чёрно-белый художественный фильм, поставленный на Киностудии «Ленфильм» в 1939 году режиссёрами Александром Зархи и Иосифом Хейфицем.
Премьера кинофильма в СССР состоялась 8 марта 1940 года. Журнал «Советский экран» за 1957 год отнёс картину «к выдающимся произведениям советского киноискусства».

## Сюжет
Весной 1930 года Александру Соколову, жену ревнивого крестьянина и бывшую батрачку, вступившую в колхоз, партия выдвигает на руководство хозяйством: она становится председателем колхоза, мужественно справляясь с трудностями коллективизации, недоверием некоторых односельчан и семейным конфликтом, а в 1936 году избирается депутатом Верховного Совета СССР.

## В ролях
- Вера Марецкая — Александра Соколова
- Василий Ванин — Ефим Соколов
- Николай Крючков — Никита Соколов, брат Ефима
- Константин Сорокин — Телегин, председатель колхоза
- Валентина Телегина — Прасковья Телегина
- Борис Блинов — секретарь райкома
- Иван Назаров — Кривошеев
- Василий Меркурьев — Сташков
- Алексей Консовский — Петька
- Александра Матвеева — Дуська
- Елизавета Уварова — мать Дуськи
- В титрах не указаны:
- Александра Фомина — мать Александры Соколовой
- Александр Мельников — милиционер
- Владимир Уральский — хулиган
- Сергей Филиппов — лодырь

## Съёмочная группа
- Сценарий — Катерины Виноградской при участии Александра Зархи и Иосифа Хейфица
- Режиссёры — Александр Зархи и Иосиф Хейфиц
- Оператор — Александр Гинцбург
- Художники — Ольга Пчельникова, Владимир Калягин
- Композитор — Николай Тимофеев

### Восстановленная версия
Фильм был восстановлен в 1963 году на «Мосфильме». Режиссер Н. Трахтенберг.